# 川甘亚菊
川甘亚菊（学名：Ajania potaninii）为菊科亚菊属的植物，是中国的特有植物。分布在中国大陆的甘肃、四川、陕西等地，常生长在河谷、山坡、山坡林下及丘陵地，目前尚未由人工引种栽培。